# Jérôme Jean Pestalozzi
Pour les articles homonymes, voir Pestalozzi.
Jérôme Jean Pestalozzi, né le 23 juin 1674 à Venise en Italie et mort le 26 avril 1742 à Lyon, est un médecin français et membre de l'Académie des sciences, belles-lettres et arts de Lyon. 

## Biographie
Issu d’une famille italienne reconnue, Jean-Jacques Pestalozzi a pour père Jérôme-Jean Pestalozzi, médecin servant dans l’armée française en Italie. 
Jérôme-Jean Pestalozzi naît le 23 juin 1674 à Venise en Italie. Il y reste aux côtés de sa mère jusqu’en 1682. A huit ans, son père le ramène à Lyon, où il entame des études, tout d’abord tournées vers la botanique et les mathématiques, avant de s’orienter vers la médecine et d'être reçu docteur en médecine en 1694 à l'université de Valence. Il est agrégé en 1695 au collège de médecine de Lyon.
En 1696 l'Hôtel-Dieu le nomme médecin des fiévreux, une fonction qu'il occupe 23 ans.
L'épidémie de peste qui sévit à Marseille en 1720 le conduit à étudier cette maladie. De ses notes il constitue un livret qu’il envoie au concours de l’académie de Bordeaux intitulé « La peste est-elle contagieuse ? ». Son travail lui permet de remporter le concours. 
Il meurt le 26 avril 1742 à Lyon. 

### Sociétés Savantes
Il est élu membre de l'Académie des sciences, belles-lettres et arts de Lyon en 1715. Il en est le directeur en 1730. Il devient membre de l’académie des Beaux-Arts en 1737. Ses intervention lors des conférences de l’académie se concentrent notamment sur la botanique et sur la minéralogie.

## Publications
- Traité de l’eau des mille fleurs, remède à la mode, Lyon, éd. Guillimin et L’Abbé, 1706, 102 p.
- Avis de précaution contre la maladie contagieuse de Marseille qui contient une idée complète de la peste et de ses accidents, Lyon, éd. Bruyset, 1721, 203 p.